# Разследването
„Разследването“ (на английски: The Inquiry) е игрален филм от 2006 г. копродукция на Италия, Испания, България, САЩ и Франция на режисьора Джулио Базе, по сценарий на Сусо Чеки Д'Амико, Енио Флайано, Валерио Манфреди и Андреа Порпорати. Оператор е Джовани Галасо. Музиката във филма е композирана от Андреа Мориконе. Друго заглавие на филма е „Последната мисия“. Съществува и като минисериал в 2 серии. Филмът е римейк на едноименния филм на Дамиано Дамиани от 1987 г.

## Сюжет
Броени дни след разпятието на Иисус от Назарет, слуховете, че е възкръснал, сега вдъхват кураж у мнозина да негодуват срещу ботуша на Римската империя. Йерусалим кипи от противоречия. Римският император Тиберий (Макс фон Сюдов) привиква от север образования и находчив трибун Тит Валерий Тавър (Даниеле Лиоти) и го изпраща да провери слуховете за възкресението. Докато разследва, трибунът се запознава с красивата млада еврейка Тавита (Моника Круз) и се забърква в сложна плетеница от вярвания и интриги. По някаква необяснима причина управителят на префектура Юдея Пилат Понтийски (Христо Шопов) възпрепятства неговото разследване.
В една поробена земя, докосната от вяра и надежда, гордият римски герой Таврус се въвлича дълбоко в тайните на любовта, честта и духовното проникновение. Там той открива тайни и среща хора, които са достатъчно силни, за да пречупят и най-твърдото сърце и да възкресят истината в империята.

## Състав

### Актьорски състав
| Роля                                         | Изпълнител              |
| -------------------------------------------- | ----------------------- |
| Тит Валерий Тавър, римски трибун и претор    | Даниеле Лиоти           |
| Брикс, германски воин                        | Долф Лундгрен           |
| юдейката Тавита                              | Моника Круз             |
| Пилат Понтийски, управител на провинция Юдея | Христо Шопов            |
| Стефан                                       | Христо Живков           |
| Римският император Тиберий                   | Макс фон Сюдов          |
| Натан, бащата на Табита                      | Франк Мъри Ейбрахам     |
| Мария Магдалена                              | Орнела Мути             |
| Симон / апостол Петър                        | Енрико Ло Версо         |
| Саул                                         | Джулиано Джема          |
| Лазар                                        | Джулио Базе             |
| Калигула                                     | Винченцо Бочиарели      |
| Савъл от Тарс                                | Фернандо Гилен Куерво   |
| Ревека                                       | Франческа Ди Сапио      |
| Мария, майката на Иисус                      | Мария Пиа Калцоне       |
| Клавдия Прокула, жената на Пилат Понтийски   | Анна Канакис            |
| Иисус от Назарет                             | Фабрицио Бучи           |
| Самуил                                       | Убалдо Ло Прести        |
| Каяфа                                        | Франко Неро             |
| Авъл Фиск                                    | Роберто Негри           |
| ученик на Стефан                             | Чиро Еспозито           |
| Лонгин                                       | Алесандро Бертолучи     |
| Акелдама                                     | Луиджи Ди Фиоре         |
| Вулпий                                       | Роберто Педичини        |
| висш жрец                                    | Гаетано Ароника         |
| прислужница в дома на Натан                  | Габриела Барбути        |
| Артемиодор                                   | Ерик Басанези           |
| Макрон                                       | Масимилиано Бузанка     |
| съратник на Варава                           | Роберто Челестини       |
| Август                                       | Мико Кундари            |
| жената на посланика                          | Катерина Гратани        |
| Варава                                       | Джакомо Гонела          |
| Ливия                                        | Мария Луиза Монтовани   |
| Фуск                                         | Стефано Мелио           |
| Илия                                         | Пипо Монталбано         |
| Естир, жената на Натан                       | Емануела Понцано        |
| младият роб                                  | Джованбатиста Розато    |
| стария роб                                   | Масимо Саркиели         |
| Тит Валерий Тавър, римски трибун и претор    | Даниеле Лиоти           |
| висша жрица                                  | Янислава Линкова        |
| млада жена на жертвоприношението             | Диана Павлова           |
| Сегимерий                                    | Слави Славов            |
| Рахел                                        | Мириам Кандуро          |
| собственикът на тавернатс                    | Хуан Борел              |
| прислужник                                   | Мохамед Хашед           |
| търговец на животни                          | Мохамед Горбал          |
| лекар                                        | Мохамед Кука            |
| Яков                                         | Мохамед Салах Бен Сайед |
| брадатият                                    | Насер Сфар Шаабане      |
| писар                                        | Бежи Иядх               |
|                                              | Седрик Бреле фон Сюдов  |

## Награди
- Награда за най-добър актьор на Даниеле Лиоти в Капри Филм Фикшън (Капри, Холивуд, САЩ, 2007).
- Награда за най-добра актриса на Моника Круз в Капри Филм Фикшън (Капри, Холивуд, САЩ, 2007).
- Награда за най-добра филмова измислица на режисьора Джулио Базе в Капри Филм Фикшън (Капри, Холивуд, САЩ, 2007).